# تيرينس إروين
تيرينس إروين (بالإنجليزية: Terence Irwin)‏ هو فيلسوف أيرلندي، ولد في 21 أبريل 1947 في Enniskillen ‏ في المملكة المتحدة.